# Totnes
Koordinaten: 50° 26′ N, 3° 41′ W
Totnes ([tɒtˈnıs, tɒtˈnɛs]) ist eine Marktstadt in der Grafschaft Devon in Großbritannien.

## Lage
Die Stadt wurde an jener Stelle des Flusses Dart errichtet, die vom auflaufenden Wasser der Flut nicht mehr erreicht wird. Die Stadt ist durch eine Brücke mit der Vorstadt Bridgetown verbunden.

## Geschichte

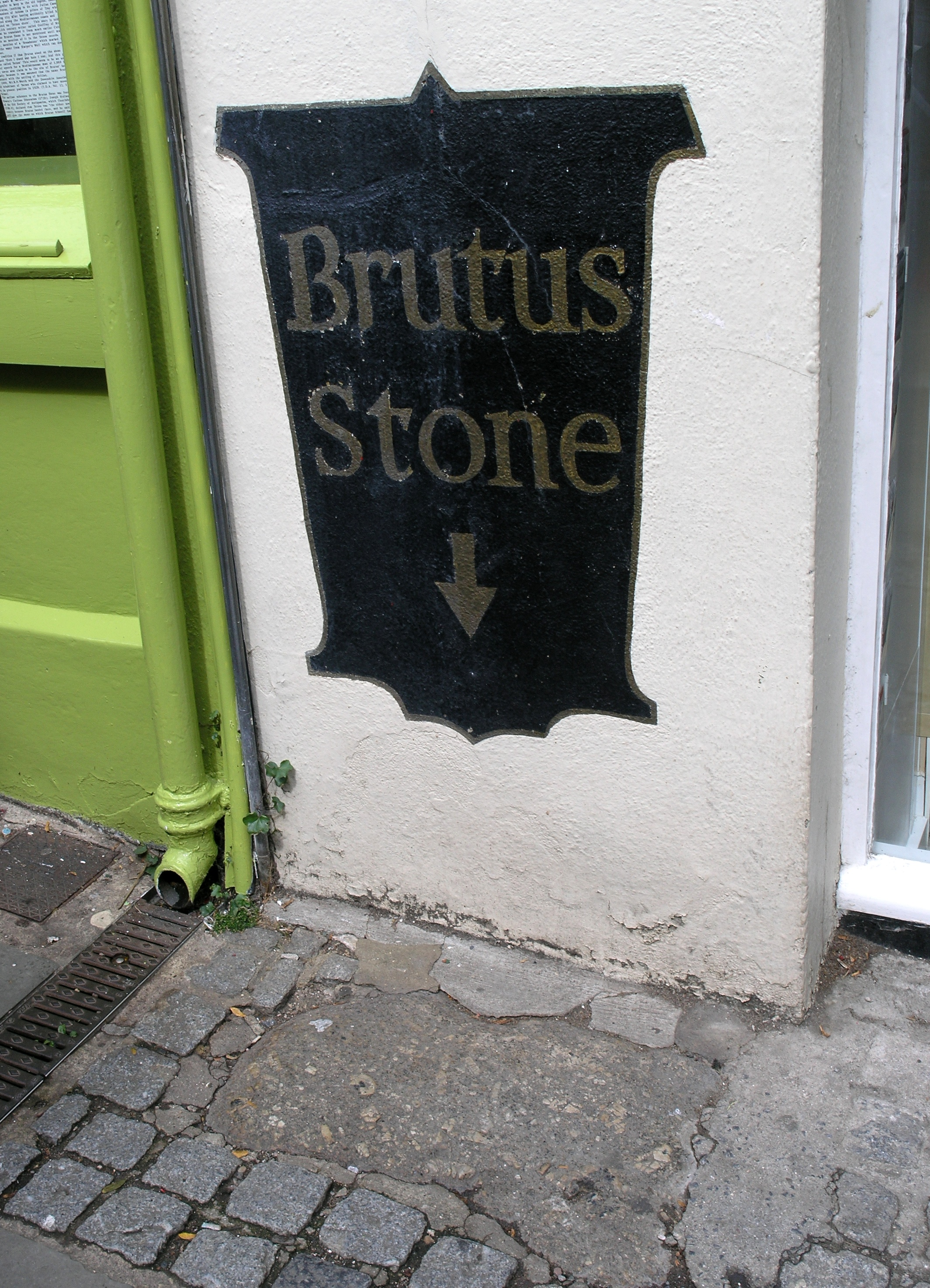
Brutus-Stein in der Fore Street

Nach einer lokalen Legende war Totnes der Ort, an dem Brutus von Troy, der mythische Gründer von Großbritannien, die Insel betrat.
Historisch wird Totnes erstmals im Jahr 900 erwähnt, als König Alfred der Große einen Verteidigungsring von Burgen und Festungen in Devon bauen ließ. Dabei erhielt auch Totnes eine Burg, die eine ältere bei Halwell ersetzte.
Der Ursprung des Namens Totnes selbst ist unklar, er kann entweder keltischen oder sächsischen Ursprungs sein. -nes könnte eine Ableitung von nose (Nase) sein und sich auf einen Aussichts- und Beobachtungsposten auf einem steilen Hügel (vermutlich der Burghügel) beziehen. Im Totnes Town Guide 2007 heißt es: „Der Name der Stadt setzt sich aus 'das Fort zur Verteidigung' (Tot) und 'auf dem Bergkamm des Landes' (ness) zusammen.“ Hingegen erzählt die Legende, dass Brutus von Troy Folgendes gesagt haben soll: "Here I stand and here I rest / And this place shall be called Totnes." (Hier stehe ich und erhole mich. Fortan soll dieser Ort Totnes heißen.)
Zeiten größerer Prosperität liegen im 16. Jahrhundert, als Totnes als inländischer Hafen für den Export von Stoffen nach Frankreich diente. Aus Frankreich wurde dafür Wein importiert. In heutiger Zeit ist die Stadt jedoch regionaler Marktflecken, und anstelle von Lagerhallen wurden Wohnhäuser gebaut. Die überbaute High Street und die blumengeschmückten Gassen tragen dazu bei, dass die Stadt in einem gewissen Maße am Tourismus des nahen Torbay partizipiert.
Totnes verlor seinen Stadtstatus im Jahr 1974 im Rahmen einer kommunalen Neuordnung.

## Historisches Stadtbild

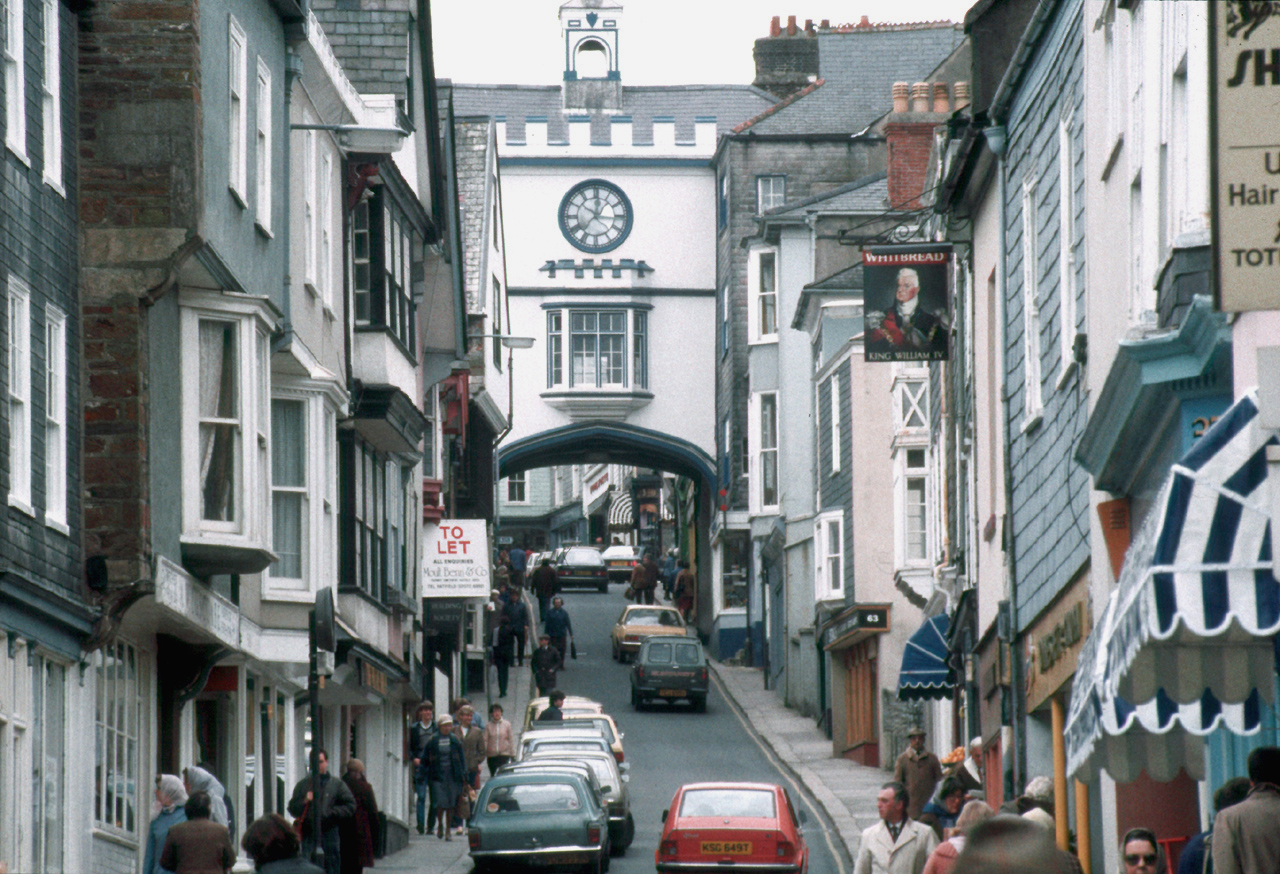
Die High Street vor dem Brand

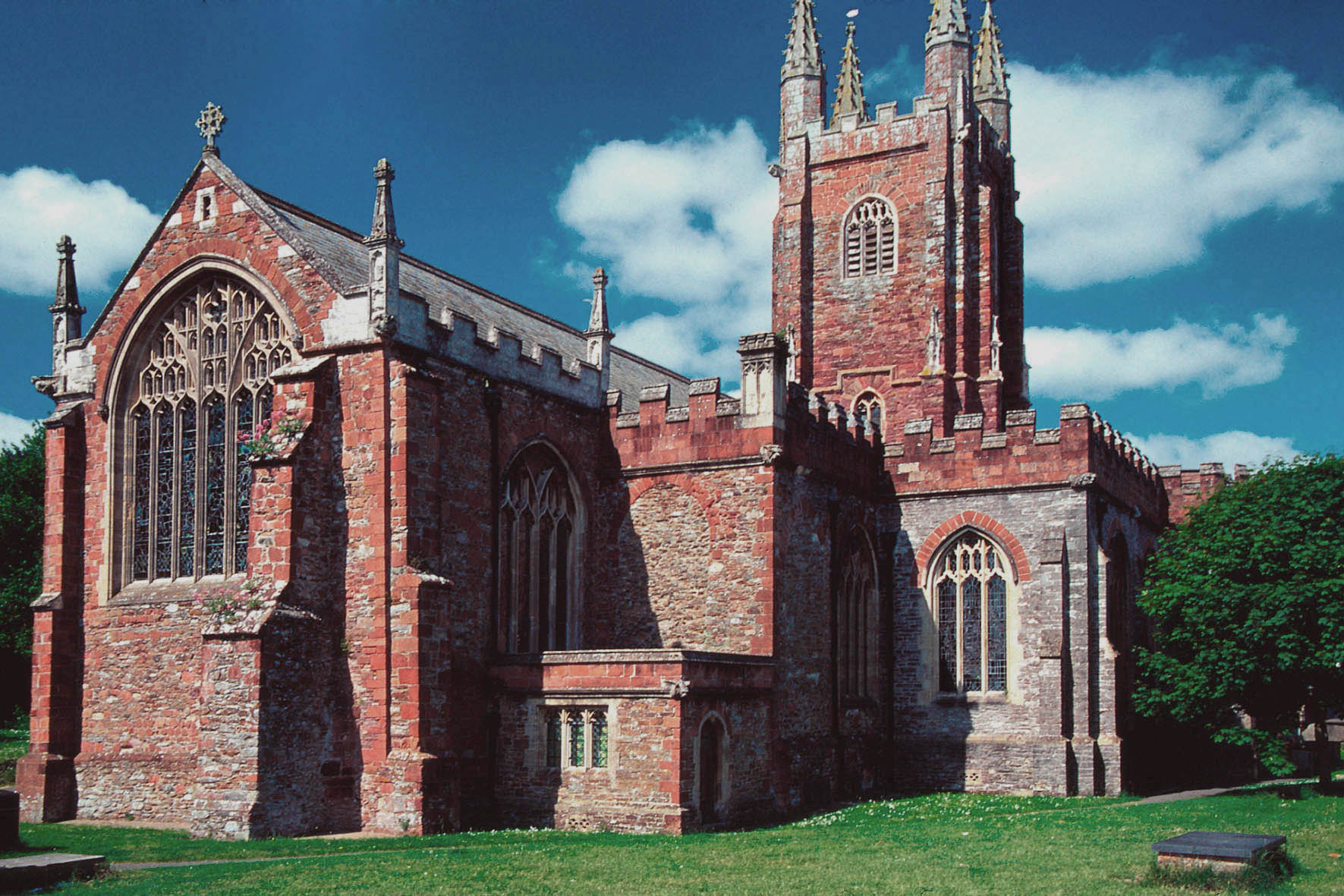
St Marys Church

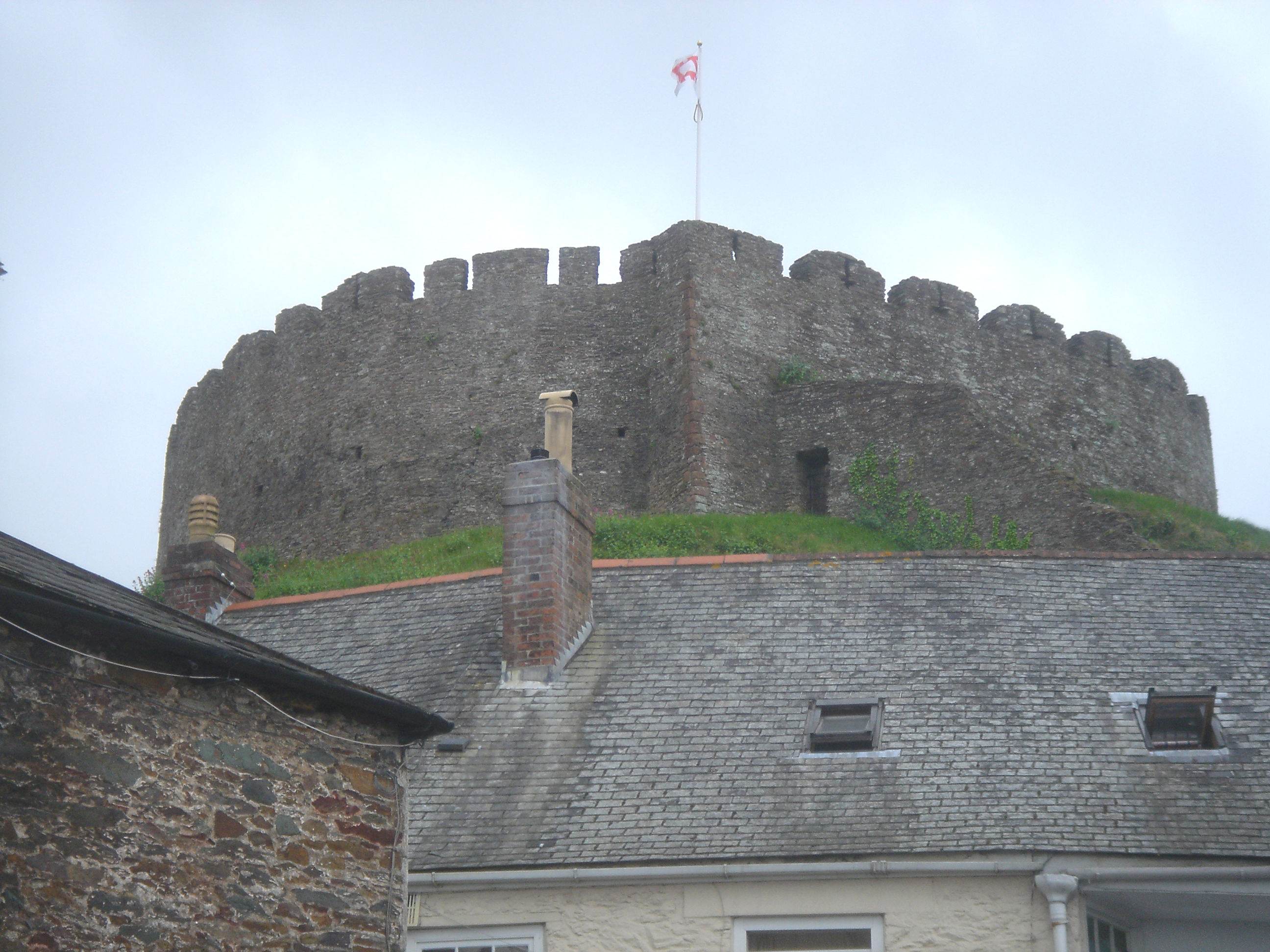
Totnes Castle von der Castle Street aus gesehen

Das Zentrum von Totnes besteht aus einer langen Hauptstraße. Im oberen Teil, der High Street, überspannt ein mittelalterlicher Torbogen, das Eastgate, die Straße. Es wurde 1990 bei einem Brand schwer beschädigt. Das inzwischen rekonstruierte Gebäude beherbergt jetzt die Sprachschule English in Totnes.
Entlang der Hauptstraße stehen etliche alte Gebäude, z. B. das Gothic House aus dem 18. Jahrhundert. Viele der Fassaden sind elisabethanischen Ursprungs, verstecken sich aber heute vielfach hinter Verkleidungen aus Schiefer-Schindeln. In einem der besterhaltenen Häuser ist das Elizabethan Museum untergebracht. Die Ausstellung in dem vierstöckigen Gebäude zeigt Haushaltsgegenstände und Mobiliar aus Zeiten, in denen wohlhabende Tuchhändler das gesellschaftliche Leben in der Stadt bestimmten.

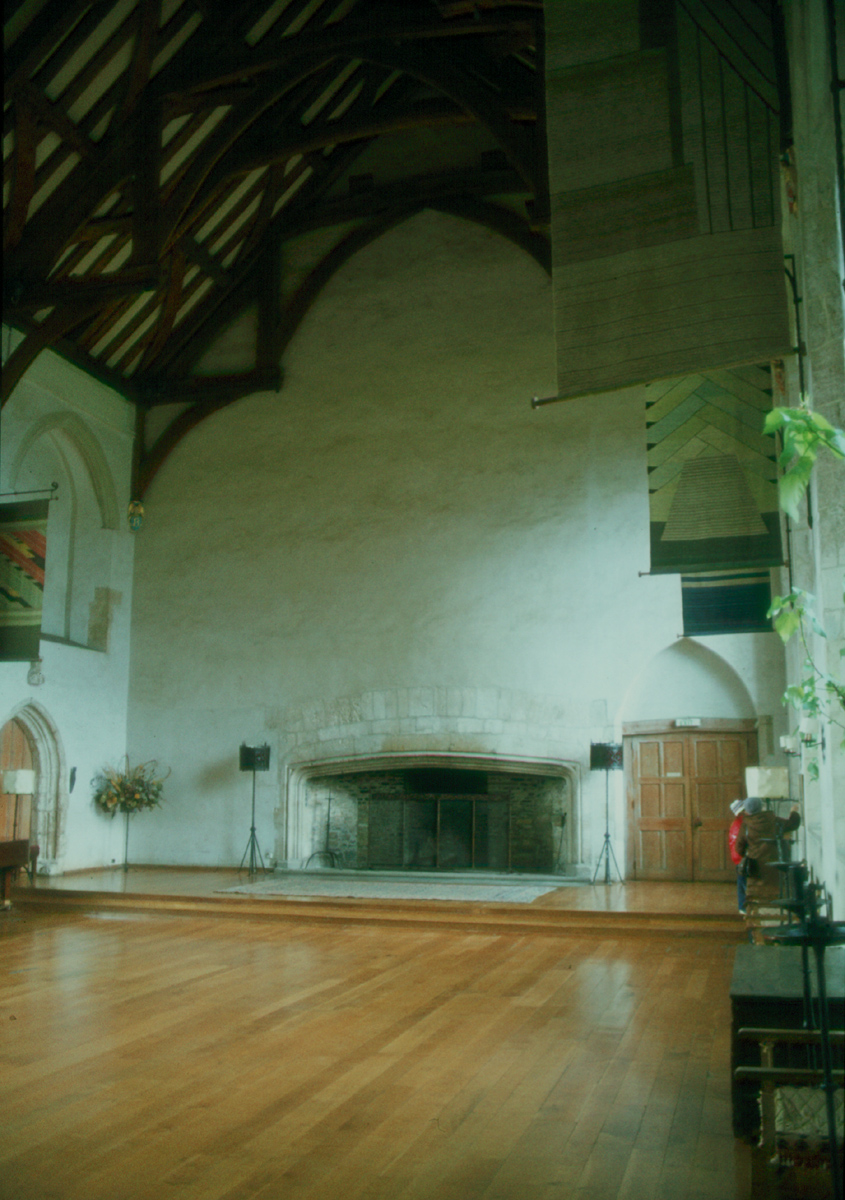
Herrenhaus von Dartington Hall, Great Hall

Unterhalb des Eastgate geht ein Pfad ab, der an der alten Stadtmauer entlang und um die Kirche St Mary aus dem 15. Jahrhundert herum führt. Das Äußere des Kirchenbauwerkes wird von rotem Sandstein geprägt; im Inneren gibt es einen bemerkenswerten steinernen Lettner. Hinter der Kirche steht die Guildhall, ursprünglich Refektorium und Küche eines Benediktiner-Priorats, heute Ratssaal.
Am oberen Ende der High Street führt die Castle Street zu den Resten von Totnes Castle, ältestes Monument der Stadt. Die Burganlage stammt aus der Regierungszeit von Wilhelm dem Eroberer im 11. Jahrhundert; sie ist typisch normannisch als Motte-and-Bailey angelegt. Totnes Castle gehört jetzt dem English Heritage.
Ganz in der Nähe von Totnes befindet sich das Landgut Dartington Hall mit dem ältesten mittelalterlichen Herrenhaus im Südwesten Englands. Es wurde 1388 für John Holland, den Halbbruder von Richard II. gebaut. Das fast verfallene Herrenhaus und die umgebenden Häuser aus dem 12. Jahrhundert wurden 1925 von der amerikanischen Millionärin Dorothy Elmhirst und ihrem Mann gekauft. Das Ehepaar eröffnete in den restaurierten und renovierten Räumen ein Kunst- und Ausbildungszentrum, das in heutiger Zeit Film- und Theateraufführungen, Konzerte und Workshops, ein jährliches Literatur-Festival sowie ein Sommer-Festival mit klassischer Musik ausrichtet.

## Verkehrsanbindung
Der Bahnhof von Totnes befindet sich direkt auf der Strecke London – Reading – Plymouth. Totnes befindet sich am südlichen Ende der Bahnstrecke Totnes–Ashburton. Die Bahnstrecke wird von der South Devon Railway als Touristenattraktion betrieben. Eine Anbindung an die A38 (Nationalstraße 1. Ordnung, vergleichbar mit einer Bundesstraße in Deutschland) befindet sich in 10 km Entfernung.

## Lokale Währung
Im März 2007 wurde in Totnes im Zusammenhang mit der in Großbritannien anwachsenden Transition-Town-Bewegung zur Vorbereitung auf die Nacherdölzeit eine lokale Währung, das Totnes-Pfund, eingeführt. Es soll zur Stärkung der lokalen und regionalen Wirtschaft dienen und wird als legales Zahlungsmittel in verschiedenen Läden akzeptiert.

## Bekannte Personen
- Der Forscher William John Wills (1834–1861), der Teilnehmer der berühmten Burke- und Wills-Expedition war, wurde in Totnes geboren. Ein 1864 für Wills errichtetes Denkmal wurde aus öffentlichen Mitteln bezahlt.
- Charles Babbage (1791–1871) hatte eine enge familiäre Bindung zur Stadt Totnes; er kam zurück und unterhielt bis zu seiner Abreise nach Cambridge eine Grundschule in Totnes.
- Benjamin Kennicott (1718–1783), englischer Theologe und Hebraist
- William Stumbles, ein Uhrmacher des 18. Jahrhunderts. Seine Werkstatt befand sich innerhalb der Stadtmauern, vermutlich in No. 4, Castle Street. Zwei seiner Uhren, eine Pendeluhr (Grandfather) und eine Turmuhr werden im Museum von Totnes ausgestellt.
- John Pince war Ende des 17. Jahrhunderts Vikar in Totnes; er war Autor der Worthies of Devon – eine biografische Arbeit.
- Popmusiker Jimmy Cauty wurde in Totnes geboren.
- General Sir William Birdwood (1865–1951) wurde 1919 zum Baron Birdwood, of Anzac and of Totnes in the County of Devon ernannt.
- Metronomy, britische Band
- Der Musiker Ben Howard (* 1987) wuchs in Totnes auf und lebt dort bis heute. Aufgrund seiner Verbindung mit der Stadt ist er auch auf der Zehner-Banknote des Totnes pound zu sehen.